# Augustus 1934
| Deze maand |
| --- |
| - Paul von Hindenburg overlijdt - Hitler neemt taken Hindenburg over - Communisten in China trekken zich terug |

De volgende gebeurtenissen speelden zich af in augustus 1934. Sommige gebeurtenissen kunnen één of meer dagen te laat zijn vermeld doordat ze op de datum staan aangegeven waarop ze in het nieuws kwamen in plaats van de datum waarop ze werkelijk hebben plaatsgevonden.
- 1: De verlofperiode van de SA komt ten einde.
- 1: De spelling-Marchant zal in België niet per 1 augustus worden ingevoerd. In het Vlaamse onderwijs zal in elk geval komend schooljaar de spelling-De Vries en Te Winkel worden gebruikt.
- 1: Zwitserland protesteert bij Duitsland tegen de smokkel van wapens en propagandamateriaal via Zwitserland naar Oostenrijk.
- 2: De Duitse rijkspresident Paul von Hindenburg overlijdt. Rijkskanselier Adolf Hitler krijgt ook het ambt van rijkspresident.
- 2: De sociaaldemocratische leiders in Oostenrijk die na de Oostenrijkse Burgeroorlog waren gearresteerd, worden allen vrijgelaten.
- 3: De bezetting van Haïti door Amerikaanse troepen wordt beëindigd.
- 3: Alle soldaten van de Wehrmacht dienen onvoorwaardelijke trouw aan Hitler te zweren.
- 3: Een dronken joodse soldaat dringt in een moskee in Constantine binnen en uit zich grievend tegen de islam. In reactie hierop richten Arabieren een bloedbad aan in de Joodse wijk, met 27 doden. Troepen worden van elders gehaald om de toestand weer tot rust te brengen.
- 4: Song Qingling, de weduwe van Sun Yat-sen, richt een partij op. Omdat deze een sterk anti-Japans karakter heeft, eist Japan bij China dat deze wordt verboden.
- 5: Vanwege een communistische opstand, wordt in Fukien de staat van beleg afgekondigd.
- 7: In Lichtenburg wordt een nieuw concentratiekamp ingericht, waar SA-leden worden geïnterneerd die van betrokkenheid met de vermeende staatsgreep van Röhm worden verdacht.
- 8: Een aantal linkse partijen in Zweden fuseert tot de Volkspartij.
- 9: Paraguay beschuldigt Chili ervan niet neutraal te zijn in het Chaco-conflict. Chili roept zijn gezant in Asunción terug.
- 9: In de Verenigde Staten moet al het zilver bij de staat worden ingeleverd, waarbij de eigenaar geld of certificaten krijgt voor de waarde van het zilver minus muntloon.
- 9: Rijksbisschop Ludwig Müller krijgt dictatoriale bevoegdheden in de Duitse Evangelisch-Lutherse Kerk. Geestelijken dienen trouw aan Hitler te zweren.
- 10: In verband met de overgang van de bevoegdheden van de rijkspresident naar de rijkskanselier wordt in Duitsland strafvermindering gegeven aan daders van sommige politieke misdrijven.
- 11: Het Duitse verbod op de oprichting van nieuwe periodieken wordt tot 31 maart 1935 verlengd.
- 11: De Oostenrijkse bondskanselier Kurt Schuschnigg bespreekt politieke en economische zaken met de Hongaarse premier Gyula Gömbös.
- 11: Het Oostenrijks legioen in Duitsland wordt ontbonden.
- 13: De Volkenbond verbiedt de wapenhandel naar Bolivia en Paraguay.
- 13: De Amerikaanse poolonderzoeker Richard E. Byrd, die solo woonde op Antarctica, is door een hulpexpeditie onder Thomas Poulter gered.
- 15: Een grote vergadering van vertegenwoordigers van kerken uit Westfalen en het Rijnland in Barmen protesteert tegen de besluiten van 9 augustus en de wijze waarop deze tot stand zijn gekomen en weigert het gezag van de Rijksbisschop en de Nationale Synode te erkennen.
- 16: Met ingang van Pasen 1935 wordt in Duitsland het Latijns alfabet vervangen door het gotisch schrift.
- 16: Poging tot bemiddeling tussen Chili en Paraguay is mislukt.
- 17: Duitsland protesteert tegen als beledigend beschouwde teksten over Paul von Hindenburg en andere Duitse leiders in bladen in het Saargebied.
- 19: In een referendum waarin het Duitse volk werd gevraagd in te stemmen met de overname van de functies van de rijkspresident door rijkskanselier Adolf Hitler stemt 88,2% voor en 9,9% tegen.
- 20: De regeringscommissie van het Saargebied reageert op het Duitse protest:
  - Er zijn geen wetten om belediging van overleden staatslieden als Paul von Hindenburg en Engelbert Dollfuss strafbaar te stellen.
  - Tegen de beledigingen van Adolf Hitler zullen maatregelen worden genomen.
  - De commissie op haar beurt protesteert tegen beledigingen aan haar adres in de Duitse pers.
- 21: De Metturdam in Chennai wordt ingewijd.
- 21: Kurt Schuschnigg bezoekt Benito Mussolini in Florence
- 22: De Belgische regering-De Broqueville V voert een verbod op "gemengde banken" in (dat wil zeggen banken die met het geld van hun klanten niet alleen leningen verstrekken, maar ook participeren in het kapitaal van industriële ondernemingen) en verplicht de bestaande banken op zich op te splitsen in depositobanken (enerzijds) en portefeuillemaatschappijen/holdings (anderzijds) (Koninklijk besluit nr. 2 van 22 augustus 1934 betreffende de bescherming van het gespaard vermogen en de bankbedrijvigheid)
- 24: In Malta zal vanaf 1 oktober het Maltees het Italiaans vervangen als officiële taal in de rechtspraak. In de administratie zal het Engels gebruikt blijven worden.
- 24: In Kuršėnai (Litouwen) vinden antisemitische ongeregeldheden plaats.
- 24: Cherbourg wordt ingericht om als marinebasis dienst te gaan doen.
- 24: Mussolini zinspeelt in een toespraak op het feit dat de internationale politieke situatie tot oorlog zou kunnen leiden.
- 24: De Sovjet-Unie protesteert bij Japan tegen de arrestatie van Russische ambtenaren aan de Oosterspoorweg.
- 26: In Ehrenbreitstein leidt Adolf Hitler in een betoging voor de aansluiting van het Saargebied bij Duitsland. Te Sulzbach wordt een tegendemonstratie gehouden.
- 27: De regering van Bulgarije heeft het voornemen een staatsmonopolie op tabak in te stellen.
- 27: De geboortedag van Confucius is voor het eerst in geheel China een nationale feestdag.
- 28: Albeg Jowdat vormt een nieuwe regering in Irak.
- 28: Een groot deel van de personen die in Duitsland onder 'Schutzhaft' gevangenzitten (merendeels leden van de voormalige communistische en socialistische partijen) zal op 1 september worden vrijgelaten. Concentratiekamp Oranienburg wordt om deze reden gesloten.
- 29: Prins George van het Verenigd Koninkrijk en prinses Marina van Griekenland verloven zich.
- 29: Het nieuwe samenwerkingsverdrag tussen Letland, Estland en Litouwen wordt geratificeerd.
- 30: De spelling-Marchant wordt in Nederland van kracht.
- 31: Alle rijksambtenaren in Duitsland dienen de eed van trouw aan Hitler te zweren.
- 31: De stad Campana in Argentinië wordt door een brand volledig verwoest.

en verder:
- Delen van China worden getroffen door overstromingen of droogte.
- De communisten in Kiangsi worden verslagen en trekken zich terug naar Fukien, Hunan en Kweichow.
- De Spaanse regering komt in conflict met het Baskenland nadat zij eenzijdig besloten heeft de inkomstenbelasting in de Baskische provincies te verhogen.

<< · januari · februari · maart · april · mei · juni · juli · augustus · september · oktober · november · december · >>